# برنارد غوثير
برنارد غوثير (بالفرنسية: Bernard Gauthier)‏ هو منافس ألعاب قوى فرنسي، ولد في 4 يوليو 1949 في أورليان في فرنسا.

## وصلات خارجية
- برنارد غوثير على موقع الاتحاد الفرنسي لألعاب القوى (الفرنسية)
- برنارد غوثير على موقع اللجنة الأولمبية الدولية (الإنجليزية)
- برنارد غوثير على موقع أوليمبيديا (الإنجليزية)